# Siège d'Ascalon (1153)
Pour les articles homonymes, voir Siège d'Ascalon.
Deuxième croisade
Le second siège d'Ascalon de 1153 est un épisode de la deuxième croisade au cours duquel la ville d'Ascalon, dernier bastion fatimide en Palestine, est prise par les croisés du Royaume de Jérusalem après un siège d'environ 5 mois.

## Contexte
Le siège d'Ascalon de 1153 succède de 5 ans au siège de Damas qui a été une grosse défaite pour le roi Baudouin III de Jérusalem. Voulant effacer cet échec cuisant, Baudouin III décida alors de lancer une attaque sur Ascalon, dernière place forte du littoral résistant encore aux croisés et constituant une menace pour le royaume de Jérusalem.
Ascalon était une ville fortifiée s'adossant à la mer. Brièvement prise par les chrétiens aux Fatimides en 1102 après un premier long siège, la ville était repassée sous le contrôle de ces derniers à la suite de la révolte de sa population en juillet 1102. Ses habitants étaient exercés au métier des armes, et l’Égypte fatimide assurait son ravitaillement en vivres, armes et soldats.
Au début de l’année 1150, Baudouin III se rendit tout d'abord à Gaza («Gadres»), afin de relever cette ville, ruinée à l'époque. L’emplacement avait été choisi stratégiquement afin de couper tout lien terrestre entre Ascalon, situé à 20 kilomètres au nord, et l’Égypte. La construction d'une forteresse fut rapidement achevée et confiée aux Templiers. Dès ce moment, Ascalon se trouva isolée et son approvisionnement ne put se faire que par la mer.

## Le siège
Baudouin III et son armée arrivèrent devant Ascalon le 25 janvier 1153 accompagnés par les Templiers de Bernard de Tramelay, les Hospitaliers de Raymond du Puy, le clergé de Jérusalem et sous la protection de la «Vraie Croix», symbole du royaume croisé de Jérusalem.
Tandis que Géraud de Sidon assurait le blocus de la ville à l’aide de quinze galères, la ville était attaquée à l'aide d'un grand nombre d'engins de siège, puis, au bout de 2 mois, par « une tour roulante d'une immense hauteur, semblable à une forteresse avec sa garnison », construite grâce aux renforts de pèlerins venus d’Occident.
Au cinquième mois de siège, une flotte d'environ soixante-dix navires fatimides fit se replier les galères franques participant au blocus.
C'est en tentant d'incendier la tour roulante que les assiégés créèrent eux-mêmes une brèche dans leurs propres remparts. En effet, les fatimides, encouragés par cette victoire navale, entassèrent une grande quantité de bois, d'huile, de soufre et d'autres matières combustibles entre la tour et les murailles, et enflammèrent le tout. Le vent, « qui venait de l'orient », poussa l'incendie, qui dura un jour et une nuit, contre la ville. Les pierres calcinées du rempart s'écroulèrent le lendemain.
Ici se place un évènement qui reste assez mystérieux: alors que la victoire semblait assurée, Bernard de Tramelay et quarante Templiers se ruèrent seuls dans la brèche tandis que leurs frères d'armes en interdisaient l’accès aux autres combattants. Selon certaines chroniques, c'est afin de protéger le roi d'une possible embuscade que les templiers agirent de la sorte; selon d'autres, les Templiers furent victimes de leur cupidité. Quoi qu'il en soit, les templiers et Bernard de Tramelay furent massacrés et la brèche comblée grâce à des matériaux fournis par la flotte égyptienne. Les cadavres des quarante frères du Temple et de Bernard de Tremelay furent pendus aux murailles de la ville,.

## La prise de la ville
Alors que le découragement gagnait les armées franques, les évêques intervinrent et s'opposèrent à la retraite. Le lendemain, les forces fatimides opérèrent une sortie tandis que l'armée chrétienne, exhortée par les prêtres, se ruait devant les murailles. Une véritable bataille s’engagea devant la ville, qui se solda par de nombreuses pertes dans les rangs fatimides. Devant le désastre, des ambassadeurs furent désignés pour proposer une capitulation à Baudouin, ce qui fut accepté. Les musulmans abandonnèrent la ville le troisième jour,.

## Les suites
La ville fut intégrée au royaume de Jérusalem par Baudouin III, et devint une tête de pont pour les armées chrétiennes en partance pour l’Égypte pendant les deux décennies suivantes.
Ascallon fut reprise par Saladin le 4 septembre 1187. Après la capitulation de Saint-Jean-d'Acre en 1191, Ascalon tomba aux mains de Richard Cœur de Lion, qui y construisit une forteresse menaçant l’Égypte. Saladin exigea qu'elle soit démantelée en préalable à la paix de 1192. Pressé de rentrer en Angleterre, Richard Cœur de Lion céda et la ville fut une seconde fois rasée.